# КЕДР

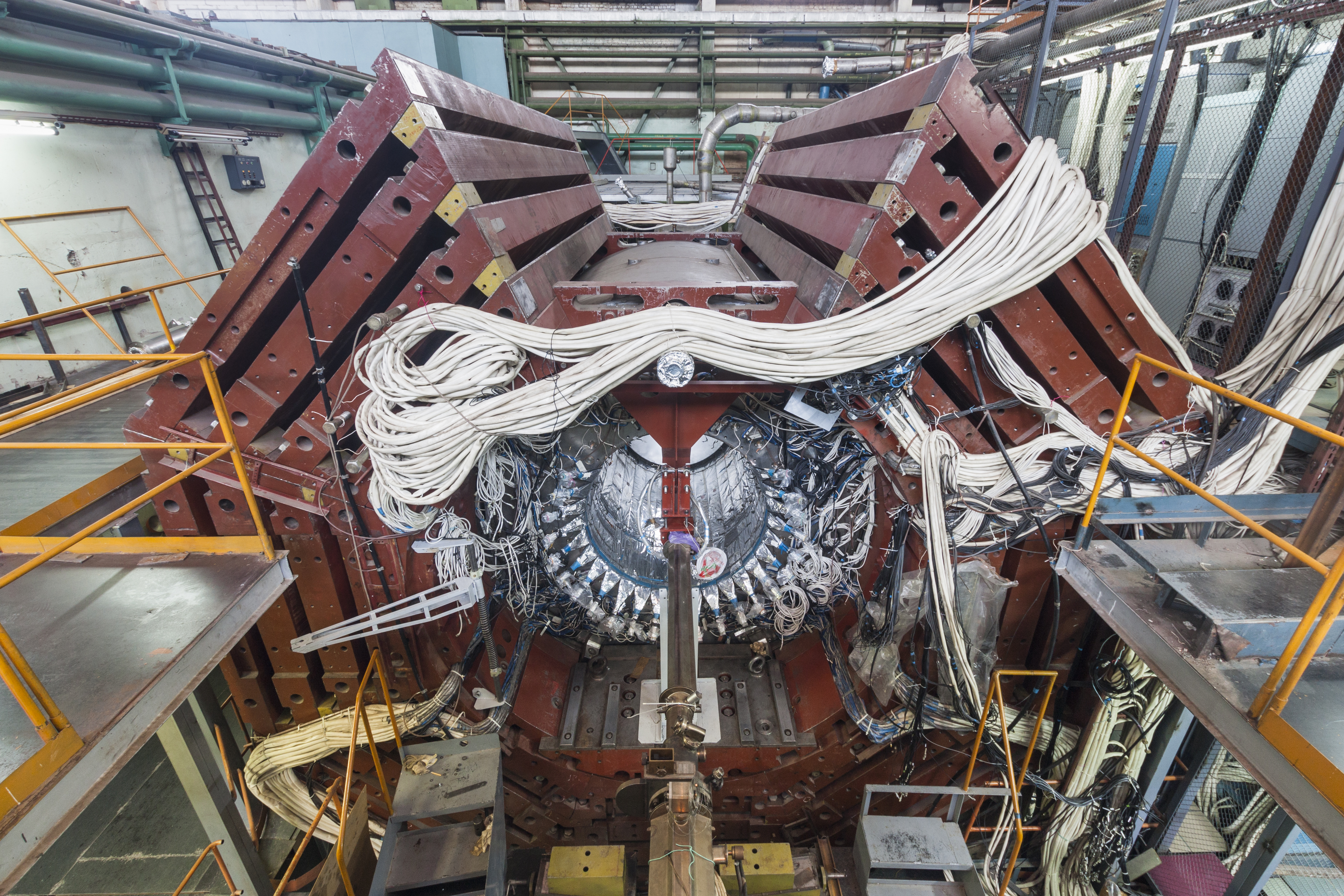
КЕДР на стадии сборки после плановой модернизации.

КЕДР — детектор элементарных частиц. Работает на электрон-позитронном коллайдере ВЭПП-4М в ИЯФ им. Будкера в Новосибирске. Детектор будет работать в области энергий от пси- до ипсилон-мезонов. КЕДР — один из 5 крупных детекторов, работающих в мире в этой области.
В первом цикле экспериментов были выполнены новые прецизионные измерения масс J/ψ- и ψ'-мезонов с использованием метода резонансной деполяризации для калибровки энергии пучков. В результате измерений значения масс этих узких резонансов, лежащих в основе спектроскопии пси-семейства, были получены с точностью в 3 раза лучше среднемировой. В новом цикле экспериментов, который начался в 2004 году, планируется продолжить изучение физики пси-мезонов, а также провести измерение с высокой точностью массы тау-лептона.
Дальнейшие планы детектора КЕДР включают эксперименты при высокой энергии, в области ипсилон-мезонов, где возможно также изучение двухфотонных реакций.
В двухфотонной физике планируется провести новые измерения двухфотонных ширин C-чётных резонансов, с высокой точностью измерить полное сечение двухфотонного рождения адронов и провести поиск новых состояний.
Детектор КЕДР состоит из следующих систем:
- Вершинный детектор
- Дрейфовая камера
- Аэрогелевые счетчики
- Сцинтилляционые счетчики
- LKr калориметр
- CsI калориметр
- Мюонная система
- Сверхпроводящая катушка
- Ярмо магнита
- Система регистрации рассеянных электронов
- Монитор светимости